# Chaetocladius
Chaetocladius är ett släkte av tvåvingar som beskrevs av Jean-Jacques Kieffer 1911. Chaetocladius ingår i familjen fjädermyggor.

## Dottertaxa tillChaetocladius, i alfabetisk ordning[1][2]
- Chaetocladius acuminatus
- Chaetocladius acuticornis
- Chaetocladius adsimilis
- Chaetocladius aethiops
- Chaetocladius algericus
- Chaetocladius arenarius
- Chaetocladius artistylus
- Chaetocladius awasae
- Chaetocladius bilobatus
- Chaetocladius binotatus
- Chaetocladius breviventris
- Chaetocladius brittae
- Chaetocladius collarti
- Chaetocladius conjugens
- Chaetocladius crassisaetosus
- Chaetocladius curvatus
- Chaetocladius dentatus
- Chaetocladius dentiforceps
- Chaetocladius dilatus
- Chaetocladius dissipatus
- Chaetocladius elegans
- Chaetocladius flavopilosellus
- Chaetocladius gelidus
- Chaetocladius gracilis
- Chaetocladius grandilobus
- Chaetocladius holmgreni
- Chaetocladius insolitus
- Chaetocladius laminatus
- Chaetocladius ligni
- Chaetocladius luteiforceps
- Chaetocladius maeaeri
- Chaetocladius makarchenkovi
- Chaetocladius maurus
- Chaetocladius melaleucus
- Chaetocladius minutissimus
- Chaetocladius mongolveweus
- Chaetocladius muliebris
- Chaetocladius nigritellus
- Chaetocladius nudisquama
- Chaetocladius orientalis
- Chaetocladius overmeirensis
- Chaetocladius palestinae
- Chaetocladius perennis
- Chaetocladius piger
- Chaetocladius pseudoligni
- Chaetocladius rusticus
- Chaetocladius silesiacus
- Chaetocladius stamfordi
- Chaetocladius suecicus
- Chaetocladius tatyanae
- Chaetocladius tenuiflexus
- Chaetocladius tenuistylus
- Chaetocladius tibialis
- Chaetocladius unicus
- Chaetocladius validus
- Chaetocladius variabilis
- Chaetocladius vitellinus